# Lázaro Reinoso
Lázaro Reinoso, född 1969, är en kubansk brottare som tog OS-brons i fjäderviktsbrottning i fristilsklassen 1992 i Barcelona.